# Clodagh
Clodagh  ist ein weiblicher Vorname.

## Herkunft und Bedeutung
Der Name wird zumeist im Irischen verwendet und geht zurück auf den Flussnamen in Tipperary, Irland.

## Bekannte Namensträgerinnen
- Clodagh Rodgers (1947–2025), britische Sängerin und Fernsehmoderatorin